# Illabo
Illabo är en ort i Australien. Den ligger i kommunen Junee och delstaten New South Wales, i den sydöstra delen av landet, omkring 340 kilometer väster om delstatshuvudstaden Sydney. Antalet invånare är 191.
Runt Illabo är det mycket glesbefolkat, med 3 invånare per kvadratkilometer.. Närmaste större samhälle är Junee, omkring 16 kilometer väster om Illabo.
Trakten runt Illabo består till största delen av jordbruksmark. Genomsnittlig årsnederbörd är 709 millimeter. Den regnigaste månaden är februari, med i genomsnitt 114 mm nederbörd, och den torraste är oktober, med 29 mm nederbörd.